# Here (GRAPEVINEのアルバム)
}
『Here』（ヒア）は、GRAPEVINEの3枚目のアルバムである。2000年3月15日にポニーキャニオンより発売された。

## 概要
- 前作『Lifetime』からわずか10ヶ月でのリリースとなった。
- 田中によると、それまではバンド内で意見を交わすことがなく、漠然とした目標については話さなかったという。しかし、この作品ではレコーディング前にミーティングを行い、それで出てきた「濃いもの」を作ろうというキーワードを元にして作業に入った。
- シングルの「羽根/JIVE」の2曲目に収録されていた「JIVE」は本作には未収録である。
- ベースの西原誠がアルバム全曲の収録に関わった最後のアルバムとなった。
- アルバムのマスタリングにはボブ・ラディッグが起用されている[1]。
- 初回限定プレス盤(CD)は、カラートレイ仕様(黄)とプラスチック帯となっている。
- 本作まではアナログレコードも同時発売されている。
- 当初は3月17日(金)発売で告知されていたが、正式発売日が2日早まっている。[2]
- 後に『From a smalltown』の発売日である2007年3月7日に低価格・限定盤として再発された。

## 収録曲
1. 想うということ
作詞：田中和将/作曲：亀井亨
『Best of GRAPEVINE 1997-2012』ファン投票24位（中間結果22位）。
2. Reverb(Jan.3rd Mix)
作詞：田中和将/作曲：亀井亨
7thシングルのアルバムバージョン。シングルバージョンと比べて、ややベースの音が強くなっている。
『Best of GRAPEVINE 1997-2012』ファン投票21位（中間結果21位）。
3. ナポリを見て死ね
作詞/作曲：田中和将
4. 空の向こうから
作詞：田中和将/作曲：西原誠
アルバムツアーでは半音上げの状態で演奏されたことがある。
5. ダイヤグラム
作詞/作曲：田中和将
テレビ朝日「AFCアジアカップ2000」テーマソング。
6. Scare
作詞：田中和将/作曲：西原誠
7. ポートレート
作詞：田中和将/作曲：亀井亨
8. コーヒー付
作詞：田中和将/作曲：西原誠
全編ファルセットで歌われている。
「ふれていたい」の初回盤特典の8cmCDにライブバージョンが収録されている。
9. リトル・ガール・トリートメント
作詞：田中和将/作曲：西川弘剛
『Best of GRAPEVINE 1997-2012』ファン投票18位（中間結果17位）。
10. 羽根
作詞：田中和将/作曲：西川弘剛
6thシングル (両A面の1曲目)。NHK BS‐2「新・真夜中の王国」オープニングテーマ。
『Best of GRAPEVINE 1997-2012』ファン投票30位（中間結果29位）。
11. here
作詞：田中和将/作曲：亀井亨
フルアルバムでは初の表題曲。本作のリードトラックであり、PVが製作されている。このPVは、アルバムリリース25周年となる2025年3月15日に公式Youtubeチャンネルで公開された。
この曲と次曲の間には数秒のギャップが空いている。
12. 南行き
作詞：田中和将/作曲：亀井亨

- 編曲：GRAPEVINE、根岸孝旨

## 演奏
- 田中和将：Vocal, Guitar
- 西川弘剛：Guitar, Background Vocal
- 西原誠：Bass, Background Vocal
- 亀井亨：Drums, Percussion, Background Vocal
- 根岸孝旨：Bass, Background Vocal
- 柴田俊文：Hammond Organ, Piano, Clavinet, All Keyboards
- 大石真理恵：Percussion, Vibraphone
- あらきゆうこ：Percussion
- 金原千恵子ストリングス：Strings
- 山本拓夫：Tenor Sax, Baritone Sax
- YU-KALIE：Background Vocal
- 真城めぐみ (ヒックスヴィル)：Background Vocal
- 林秀幸：Manipulation
- 村山達哉：Strings Arrangement (#5)